# Inka. Zachowałam się jak trzeba
Inka. Zachowałam się jak trzeba – polski film dokumentalny z 2015 produkcji TVP, którego premiera miała miejsce w Narodowy Dzień Pamięci „Żołnierzy Wyklętych” 1 marca 2015 na antenie TVP1.
Film dokumentalny poświęcony jest Danucie Siedzikównie ps. Inka – sanitariuszce 5 Wileńskiej Brygady AK zamordowanej przez komunistów. W dokumencie wypowiadają się m.in. kierujący pracami ekshumacyjnymi prof. Krzysztof Szwagrzyk, prof. Barbara Otwinowska i Lidia Lwow-Eberle. Autorem dokumentu jest Arkadiusz Gołębiewski.